# Force H
La Forza H fu una forza navale britannica istituita nel 1940 durante la seconda guerra mondiale con lo scopo di rimpiazzare la forza navale francese nel Mediterraneo occidentale dopo la firma dell'armistizio tra Francia e Germania.
La Forza H - con base a Gibilterra - occupava una posizione insolita nella catena di comando della Royal Navy; solitamente le basi navali britanniche sparse per il mondo comunicavano con il Primo Lord del Mare tramite il loro comandante che inviava le informazioni al Flag Officer Commanding, North Atlantic, la Forza H al contrario fu durante tutto il periodo di attività direttamente a contatto con il Primo Lord del Mare.

## Storia

### OperazioneCatapult
Una delle prime operazioni a cui la Forza H prese parte fu direttamente collegata alla ragione della sua formazione. Dopo la firma dell'armistizio con la Germania di Hitler, la Francia venne divisa in due zone, una occupata dalle forze tedesche, l'altra sotto il governo fantoccio di Vichy che possedeva, ed era in grado di utilizzare tutte le unità navali della flotta francese. Il governo britannico considerava questa flotta comandata dal governo collaborazionista una seria minaccia per la Mediterranean Fleet britannica, e per i suoi interessi militari e commerciali nel mediterraneo. Si temeva che il governo di Philippe Pétain avrebbe consegnato le navi alla Germania, e una tale evenienza avrebbe quasi certamente fatto pendere l'ago della bilancia nella guerra nel mar Mediterraneo, a sfavore della Gran Bretagna.
Il grosso delle forze navali francesi erano di stanza nel porto algerino di Mers-el-Kébir; si trattava delle corazzate veloci Strasbourg e Dunkerque, due delle unità più moderne e potenti della flotta francese, e dalle vecchie navi da battaglia Bretagne e Provence con relativa scorta.
Il 28 giugno il vice ammiraglio sir James Fownes Somerville assunse il comando di una potente squadra navale, la Forza H, composta dall'incrociatore da battaglia Hood, dalle navi da battaglia Resolution e Valiant, dalla portaerei Ark Royal, da due incrociatori e undici cacciatorpediniere.
Dopo varie richieste inglesi ai comandi francesi per impedire la consegna della flotta in mano tedesca, tra cui l'internamento della flotta in un paese neutrale, il comandante in capo della flotta francese ammiraglio François Darlan dal 20 giugno diramò alcune istruzioni affinché per nessun motivo, le navi francesi avrebbero dovuto essere consegnate al nemico.
Così la Forza H sotto il comando di Sommerville si diresse all'imboccatura del porto algerino e informò i francesi che, se entro le 17:30 nessuna delle proposte fosse stata accettata, avrebbe aperto il fuoco.
Puntualmente poco prima delle 18:00 la squadra inglese aprì il fuoco infliggendo pesanti perdite alla flotta francese, la corazzata francese Bretagne esplose sotto il fuoco britannico, uccidendo più di 1000 marinai francesi, la Provence venne pesantemente danneggiata e le due corazzate Strasbourg e Dunkerque furono colpite, la Strasbourg riuscì a fuggire e la Dunkerque rimase fuori combattimento per oltre un anno.

### Operazioni dei convogli
Dopo Mers-el-Kébir, la Forza H venne assegnata a compiti più generali di scorta dei convogli Alleati nel mar Mediterraneo, soprattutto per i convogli destinati a Malta. Le prime missioni di scorta avvennero senza eccessive perdite fino al 1941 quando i tedeschi inviarono il X. Fliegerkorps della Luftwaffe in Sicilia; i suoi bombardieri causarono moltissime perdite tra le file alleate, sia per quanto riguardava il naviglio da guerra sia quello mercantile.
Nel novembre 1940, il controllo dei convogli per Malta della Forza H diede un importante contributo all'Operazione MB 8, e il conseguente successo nella battaglia di Taranto (Operazione Judgement).

### "Affondate la Bismarck!"
L'incidente più famoso che coinvolse la Forza H avvenne nel 1941 al di fuori del Mediterraneo nell'oceano Atlantico, dove la corazzata tedesca Bismarck insieme con l'incrociatore pesante Prinz Eugen compirono svariati e decisivi raid contro i mercantili e i convogli Alleati nell'Atlantico. La Bismarck e la Prinz Eugen salparono il 21 maggio 1941 da Bergen per tentare di entrare nell'Atlantico attraversando il canale di Danimarca nell'ambito dell'Operazione Rheinübung, quando vennero intercettate dalla corazzata inglese HMS Prince of Wales e dall'incrociatore da battaglia HMS Hood. Lo scontro fu un vero disastro per la Royal Navy, la Prince of Wales e la Hood vennero seriamente colpite, la prima fu danneggiata ai serbatoi di carburante, mentre dopo un pesante attacco solo tre dei 1.400 membri dell'equipaggio a bordo della Hood sopravvissero; in seguito a questa pesante disfatta ogni unità della Royal Navy fu messa a disposizione con il compito di inseguire e distruggere la Bismarck. Nel corso della battaglia la Bismarck aveva incassato tre colpi: mentre uno aveva provocato danni trascurabili, uno degli altri due aveva messo fuori uso uno dei locali caldaie e l'altro aveva completamente attraversato la nave all'altezza del giardinetto di poppa, facendo entrare acqua di mare in uno dei serbatoi della nafta e facendo fuoruscire nafta nella scia della nave. I danni subiti avevano ridotto la velocità della Bismarck a 28 nodi.

La Forza H insieme con molte altre squadre inglesi, salpò quindi da Gibilterra per intercettare la corazzata con la portaerei HMS Ark Royal, l'incrociatore da battaglia HMS Renown e l'incrociatore leggero HMS Sheffield. La mattina del 26 maggio alle ore 10:30 un aereo Consolidated PBY Catalina del Coastal Command britannico inviava questo messaggio: 
La Bismarck era stata avvistata, e la formazione più vicina a essa era la Forza H di Sommerville che con i Fairey Swordfish a bordo della Ark Royal fu la prima imbarcazione ad attaccare la Bismarck. Gli Swordfish colpirono la nave tedesca in modo irreparabile e il seguente arrivo delle altre forze britanniche segnò il destino della corazzata tedesca.

### Il periodo buio
La fine del 1941 vide il punto più basso per le fortune della Royal Navy nel Mediterraneo; la Mediterranean Fleet perse una portaerei sotto un bombardamento aereo, una corazzata venne affondata al largo di Creta e le due corazzate restanti furono messe fuori combattimento dai Siluri a Lenta Corsa (SLC) italiani. La Forza H, a sua volta soffrì la perdita della Ark Royal affondata dal sommergibile tedesco U-81, nel novembre 1941. Fu solo la mancanza di un decisivo intervento italiano che non permise un disastro ancor più grave per le forze britanniche.
Anche nel 1942 ci furono però momenti bui per la marina inglese, soprattutto durante la prima parte dell'anno quando l'Inghilterra si impegnò nel rifornire l'isola di Malta. L'isola fu sottoposta a un pesante attacco per molti mesi, e i convogli di rifornimento dovettero essere pesantemente scortati per avere qualche possibilità di portare i rifornimenti nell'isola. Per un lungo periodo la guarnigione e i suoi abitanti furono sul punto di morire di fame e arrendersi ai tedeschi, ma nel mese di agosto, gli inglesi organizzarono uno dei più grandi convogli della seconda guerra mondiale, mettendo in atto l'Operazione Pedestal. La missione ebbe successo e permise a Malta di resistere fino alla fine dell'assedio.

### Gli "assalti anfibi" e la fine della Forza H
La Forza H diede però maggiore prova di sé a partire dal maggio 1942, quando venne impegnata per l'operazione Ironclad per fornire l'attacco alla forza navale delle forze di Vichy di stanza ad Antsiranana in Madagascar. Quest'azione ebbe successo ma molti sostengono che si trattava di uno spreco di risorse navali in un momento critico nella guerra.
Solo a novembre però ci fu il vero punto di svolta del conflitto; l'operazione Torch vide le forze britanniche e americane sbarcare in Marocco e in Algeria sotto il comando della First Army britannica, con la Forza H nel compito di coprire e proteggere gli sbarchi. Le due principali minacce nell'operazione sarebbero state la Regia Marina e le forze navali francesi, anche se alla fine, solo le forze francesi combatterono, e le battaglie più significative hanno avuto luogo presso Casablanca, dove solo le unità navali americane sono state di supporto alle operazioni.
La fine della campagna del Nord Africa vide un notevole sforzo di interdizione su vasta scala, l'obiettivo era quello di tagliare fuori la Tunisia dal controllo delle forze dell'Asse. Ben 250.000 uomini si arresero al 18th Army Group, e la Forza H fornì una pesante copertura per questa operazione.
Due nuove importanti sbarchi furono coperti dalla Forza H: l'operazione Husky nel luglio 1943 che vide l'invasione e la conquista della Sicilia, e l'operazione Avalanche, l'attacco alla penisola italiana a Salerno.
In seguito agli sbarchi e alla seguente firma dell'armistizio con l'Italia, la flotta italiana sfuggì alla cattura da parte dei tedeschi e gran parte di essa divenne parte delle forze cobelligeranti italiane.
la Forza H si incaricò di incontrare e scortare la flotta italiana vicino alla Sardegna per scortarla fino al Malta. 
Con la consegna della flotta italiana, la necessità di unità pesanti nel Mediterraneo scomparve. Le navi da guerra e portaerei della Forza H vennero ridistribuite nella Home Fleet e il comando fu sciolto.

### Oggi
Oggi il naviglio della Royal Navy di stanza a Gibilterra e nel Mediterraneo dell'ovest, fa parte del Gibraltar Squadron; formato da due ricognitori, l'HMS Scimitar e la gemella HMS Sabre e da 3 gommoni rigidi da 6,5 metri, presidiati da un team di 19 persone.
Con sede in una stazione appositamente costruita a Gibilterra, lo Squadron è operativo tutto l'anno al fine di soddisfare le direttive del comandante britannico con particolare riguardo alla sicurezza e l'integrità delle acque territoriali britanniche di Gibilterra (BGTW - British Gibraltar Territorial Waters). Unicamente per la Royal Navy, la squadriglia è permanentemente assegnata all'Operational Command of Commander Joint Operations.

## Battaglie e operazioni
| Operazione                                       | data                |
| Attacco a Mers-el-Kébir (operazione Catapult)    | 3 luglio 1940       |
| Battaglia di Punta Stilo                         | 9 luglio 1940       |
| Notte di Taranto (operazione Judgement)          | 11/12 novembre 1940 |
| Battaglia di Capo Spartivento                    | 27 novembre 1940    |
| Convoglio per Malta (Operazione Collar)          | novembre 1940       |
| Convoglio per Malta (Operazione Excess)          | gennaio 1941        |
| Bombardamento navale di Genova (Operazione Grog) | 9 febbraio 1941     |
| Convoglio per Malta (Operazione Substance)       | luglio 1941         |
| Convoglio per Malta (Operazione Halberd)         | settembre 1941      |
| Convoglio per Malta (Operazione Harpoon)         | giugno 1942         |
| Convoglio per Malta (Operazione Pedestal)        | agosto 1942         |
| Invasione della Sicilia (Operazione Husky)       | luglio 1943         |
| Invasione dell'Italia (Operazione Avalanche)     | settembre 1943      |

## Elenco delle navi della Forza H
| Nome              | Tipo                      | Periodo di servizio                                                        |
| HMS Ark Royal     | portaerei                 | giugno 1940 - affondata il 14 novembre 1941                                |
| HMS Eagle         | portaerei                 | giugno 1940 - affondata l'11 agosto 1942                                   |
| HMS Illustrious   | portaerei                 | settembre 1940 -                                                           |
| HMS Hood          | incrociatore da battaglia | giugno 1940 - agosto 1940                                                  |
| HMS Resolution    | nave da battaglia         | giugno 1940 - agosto 1940                                                  |
| HMS Valiant       | nave da battaglia         | giugno 1940 - dicembre 1941 giugno 1943 - ottobre 1943                     |
| HMS Renown        | incrociatore da battaglia | agosto 1940 - agosto 1941 ottobre 1941 - febbraio 1943                     |
| HMS Nelson        | nave da battaglia         | giugno 1941 - danneggiata il 27 settembre 1941 agosto 1942 - novembre 1943 |
| HMS Rodney        | nave da battaglia         | maggio 1942 - ottobre 1943                                                 |
| HMS King George V | nave da battaglia         | maggio 1942 - febbraio 1944                                                |
| HMS Enterprise    | incrociatore              | giugno - dicembre 1940                                                     |
| HMS Arethusa      | incrociatore              | giugno 1940 - dicembre 1941                                                |
| HMS Sheffield     | incrociatore              | agosto 1940 - ottobre 1941                                                 |
| HMS Coventry      | incrociatore              | agosto - settembre 1940                                                    |
| HMS Calcutta      | incrociatore              | agosto - settembre 1940                                                    |
| HMS Berwick       | incrociatore pesante      | danneggiato il 27 novembre 1940                                            |
| HMS Fiji          | incrociatore              | aprile 1941 - affondato il 22 maggio 1941                                  |
| HMS Hermione      | incrociatore              | giugno 1941 - marzo 1942                                                   |
| HMS Cairo         | incrociatore              | gennaio 1942 - affondato il 12 agosto 1942                                 |
| HMS Charybdis     | incrociatore              | aprile 1942 - novembre 1942                                                |
| HMS Argonaut      | incrociatore              | ottobre 1942 - danneggiato il 14 dicembre 1942                             |